# Epsylon Point
Pour les articles homonymes, voir Lelong.
Pour le prêtre catholique français, voir Étienne-Antoine-Alfred Lelong.
Epsylon Point, de son vrai nom Étienne Lelong (né à Tours, en 1950), est un peintre et musicien français né en 1950, précurseurs de l'art urbain dès 1979 et pionnier du pochoir en couleur en France en 1982/1983, souvent associé à C215 ou Blek le rat.

## Biographie
Ancien élève des beaux-arts de Dijon, d'abord photographe et performeur, il travaille avec de nombreuses techniques : affiches déchirées, tags, pochoirs sur toile ou sur mur. Ses influences sont très variées : futuristes, réalisme socialiste, peinture chinoise traditionnelle dont il a souvent utilisé les motifs dans ses pochoirs. Sa technique est basée sur des fonds très abstraits peints à main levée sur lesquels il repeint des pochoirs souvent inspirés de photos d'actualité ou de slogan politiques.
En 1985, il participe au premier rassemblement du mouvement graffiti et d'art urbain à Bondy (Île-de-France), à l'initiative des VLP, avec Miss Tic, Blek le rat, Banlieue-Banlieue, SP 38, Jef Aérosol, Nuklé-Art, Speedy Graphito, Futura 2000…
En 1987, à l'occasion du 10e anniversaire du Centre Pompidou, Epsylon Point fait partie des 95 artistes réunis dans l'exposition "Free Art, l'année Beaubourg" au "Free-Time" de la rue Saint-Martin, à Paris, avec, entre autres, Robert Combas, François Boisrond, Jérôme Mesnager,  Miss Tic, SP 38, Banlieue-Banlieue, Jean Starck, Ody Saban, Lolochka, Henri Schurder, Monique Peytral, Paëlla Chimicos, Daniel Baugeste, Pascal Barbe, Daniel Cueva, Rafael Gray, les VLP…
« L’œil pétillant, le regard narquois. Le pochoir fait partie de sa manière de « vivre autrement » : au Moyen Âge, il aurait été troubadour. Fou de BD et fou de la rue, le pochoir a permis la rencontre de ses deux folies, pour son plus grand plaisir... Il œuvre avec sa complice la Cigne. »
Epsylon Point participe au MUR en novembre 2007.

## Expositions
.    " La Rétrospective" 1981-2024 ville de LAON

(Sept-Oct/ 2024).
- « Solo show »  La Choose Galerie, Paris (2020)
- « Rétrospective TRUM&CO Paris » (2019)
- « Ma cohérence c'est la peinture », Le Lavo//Matik, Paris (2016)
- « Rétrospective 1979-2015 », Le Lavo//Matik, Paris (2015)
- « Self-made », Galerie Moretti & Moretti, Paris (2014)
- « hihihihihi », Galerie Ligne 13, Paris (2012)
- « Oh my Gode », Galerie Hubert Konrad, Paris (2012)
- Galerie la Bohème, Deauville (2012)
- « Totalmente a mano », Chat Noir, Paris (2011)
- Aux Arts Citoyens, Espace des Blanc Manteaux, Paris (2006)
- Galerie Grunspan, Paris (2006)
- Galerie Anne Vignal, Paris (2006)
- Galerie 59 Rivoli, Paris (2003)
- Lézarts de la Bièvre, Paris (2003)
- Espace Europe, Crépy-en-valois (2002)
- Büchergilde, Gutenberg Art Club, Francfort (1999)
- Galerie Arnaud Brument, Grand Stade de France (1998)
- Epsylon Point à Glaz’Art, Paris (1998)
- Galerie Sanguine, Paris (1997)
- Cours de pochoir, Gymnasium, Kronach, Allemagne (1997)
- « Érotiques de la vie quotidienne », Galerie Sanguine, Paris (1994)
- « Eros et Thanatos », atelier de l’Artiste, Paris (1994)
- « Cirque Erotic », Kunkstkabinett, Cologne (1993)
- Galerie Sanguine, Paris (1993)
- Hommage à Guglielmo Achille Cavellini, Galerie Espace, Turin (1992)
- « Fête des morts (Mexique) », Anagraph, Turin (1992)
- Institut Européen du Design, Milan (1991)
- « Artisti in Piazza », Seravezza Italie (1991)

### Expositions collectives
- « Urban legend », Rome (2014)
- « Stencils Bastards 3 », Starkart Exhibitions, Zurich (2014)
- « Street Art ou l’Art se rue dans la rue », Centre culturel François Villon, Paris (2014)
- Avec ERS, Maest, Galerie Ligne 13, Paris (2013)
- « Requiem for a Street », Galerie Saint Laurent, Marseille (2013)
- La Friche, Paris (2013)
- Vitry-sur-Seine, Paris (2013)
- Le M.U.R de l’Art fête ses 3 ans, Paris (2010)
- Atelier Juxtapoz, Marseille (2010)
- Espace Pierre Cardin, Paris (2010)
- Art Meute, Galerie Ligne 13, Paris (2010)
- 400 ml, Maison des Métallos, Paris (2008)
- Les inattendues, Paris (2004)
- « Les tristes », Galerie Annie Stansal, Paris (2004)
- « Hommage a Pif Gadget », Bataclan, Paris (2004)
- Porte ouverte du XIIIe arrondissement, avec Olivier Valézy, Paris (2002)
- Exposition collective artistes du 92 (2002)
- 2000 toiles pour l’an 2000, Paris (2000)
- Porte ouverte du XXe arrondissement, Paris (2000)
- L’art des rails, Paris (2000)
- Schnittstelle Berlin, Kulturevent, East Side Gallery, Allemagne (1999)
- « Alla faccia dei soldi », Village de Roland Garros, Galerie Sanguine, Paris (1996)
- « Alla faccia dei soldi », Bourse de Paris, Galerie Sanguine, Paris (1995)
- Braderie de l’art, Point M.Roubaix, (1994 à 2002)
- « Comme vous émoi », chapiteau de l’École du cirque Annie Fratellini, Paris (1994)
- Arthur Rimbaud, 1854-1891, « L’autre visage ».

- - Musée Rimbaud, Charleville-Méziers (1991).
  - Le Caveau, Charleville-Méziers (1991)
  - Théâtre d’Esch-sur-Alzette, Luyxembourg (1991)
  - Théâtre de la Louvrière, Belgique (1991)

- Musée du Graffiti, Leipzig, Allemagne (1991)
- Collectif Galerie Globus, Leipzig, Allemagne (1991)

- L’art des rues en France : 
  - Galerie Unterm Turm, Stuttgart, Allemagne (1989)
  - Université Kaiserlautern, Allemagne, (1989)
  - Université Trier, Allemagne (1989)

- « Pochoir en action », Galerie Draier Verlag, Francfort, Allemagne (1988)
- 100 ans de Beaubourg (1988)
- Cutty Sark, Campagne pour le whisky, Agence Young and Rubicam, Paris (1988)

- L’art des rues en France : 
  - Wilhelm-Hack-Museum, Ludwigshafen, Allemagne (1988)
  - Landesmuseum, Mayence, Allemagne (1988)
  - Atrium Neue Galerie, Aachen, Allemagne (1988)
  - Galerie Unterm Turm, Stuttgart, Allemagne (1988)
  - Caveau de l’institut Chez Pierre, Mayence, Allemagne (1988)

- « Histoires de rockers », Galerie L’Autre Rive, La Villette (1987)
- Point Jeune, Musée des Sciences et de l’industrie de Paris, Paris (1987)
- « Le pochoir en action », Galerie du Jour, Agnés B. Paris (1986)
- 2eme Forum de la rock-creation, Montreuil (1986)
- « La ruée vers l’art vers…la rue », Galerie Sainte-Claude, Paris (1985)

## Musique
Artiste urbain, il est le guitariste du groupe « Les araignées du soir » de 1981 à 1985.